# 백자 태항아리 및 태지석 (보물 제1065호)
백자 태항아리 및 태지석(白磁 胎缸 - 胎誌石)은 16세기 초 조선의 백자 태항아리 및 태지석이다. 1991년 1월 25일 대한민국의 보물 제1065호로 지정되었다.

## 특징
백자 태항아리는 왕실의 왕자나 공주가 태어날 때 생긴 태(胎)를 담는 항아리로, 태봉의 태실 내에 태에 대한 기록인 태지(胎誌)와 함께 내 외항을 석함과 함께 묻는 것이 일반적인 관례였다.
항아리는 몸체의 입 부분을 밖으로 말아 마무리하고, 어깨에서 벌어졌다 좁아져 세워진 장신의 풍만한 모습이다. 뚜껑에는 보주형의 꼭지가 달렸는데 네 곳으로 구멍이 나있고, 뚜껑의 몸체는 넓은 접시를 뒤집어 놓은 것과 같다. 외호와 내호가 거의 비슷한 형태를 취하고 있다.
유색은 담청을 머금은 백자유가 전면에 곱게 칠해졌으며, 유빙열은 없다. 항아리의 굽다리에는 모래받침을 받쳐 정교하게 구웠던 흔적이 있고, 뚜껑은 안쪽 가장자리에 태토 비짐눈을 받쳐 구운 흔적이 10개소에 남아 있다.
이 백자 태항아리는 장신의 호형으로 현존하는 1528년의 백자 태항아리와 같은 형태의 태항아리로서, 경기도 광주 일대의 무갑리 우산리 요지 등에서 특별히 제작된 것이다. 세련된 조형감각으로 조선 초기의 백자 태항아리를 대표하는 작품이다.

## 참고 자료
- 백자 태항아리 및 태지석 - 국가유산청 국가유산포털

 본 문서에는 서울특별시에서 지식공유 프로젝트를 통해 퍼블릭 도메인으로 공개한 저작물을 기초로 작성된 내용이 포함되어 있습니다.